# Homo universalis (Iedereen beroemd)

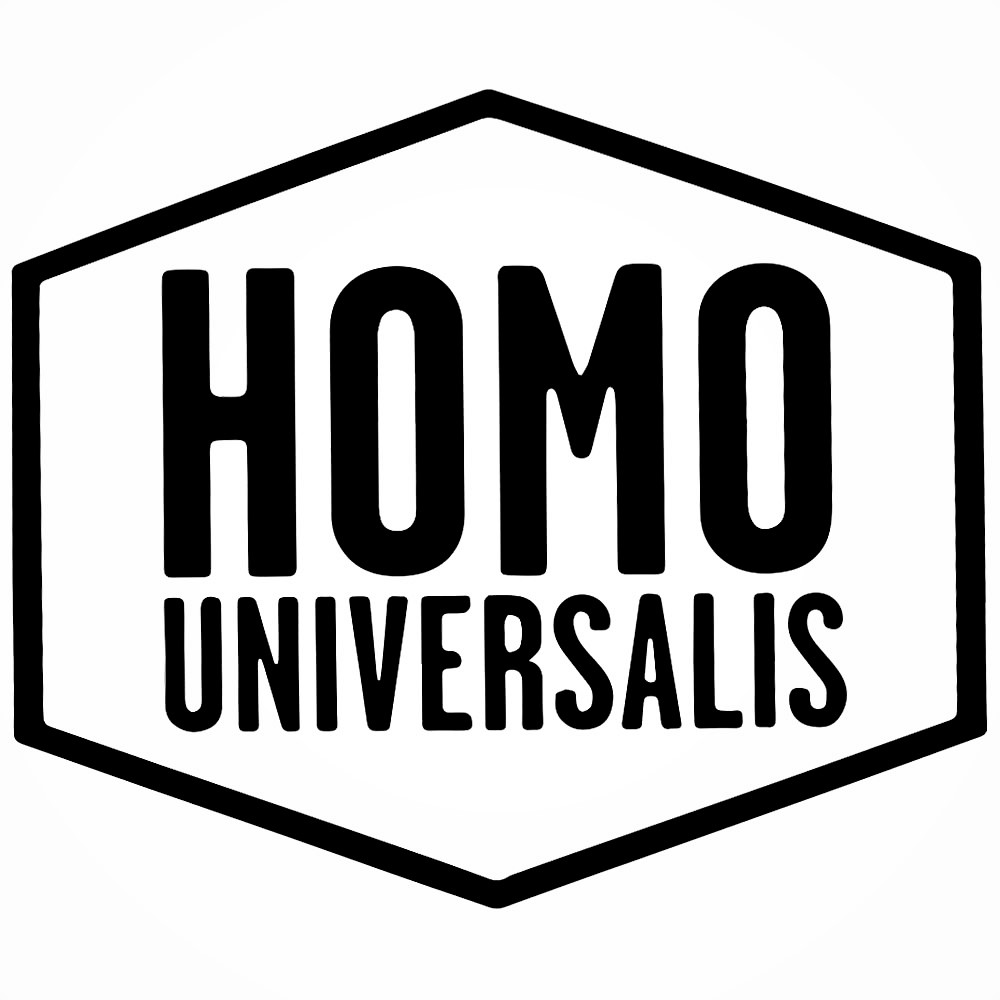

Homo universalis is een spelprogramma en voormalige rubriek uit het Eén-programma Iedereen beroemd (format en redactie in samenwerking met productiehuis De chinezen). Vanaf 2022 is de rubriek een volwaardig programma geworden dat elke zaterdag wordt uitgezonden.
De tv-zender SBS6 kocht een licentie voor een Nederlandse versie van de Homo Universalis, die sinds 2020 wordt uitgezonden onder de naam De Alleskunner.

## Geschiedenis
De rubriek duurde gemiddeld drie tot vijf minuten. Het eerste seizoen ging van start in 2018, in 2019 werd het tweede seizoen uitgezonden. In 2020 en 2021 volgden een derde en vierde seizoen. 

## Spel
Homo universalis is een spel waarbij 100 kandidaten strijden voor de titel Homo universalis. Het spel bestaat uit 99 opdrachten, bij elke opdracht verlaat één kandidaat het spel tot er op de finale beslist wordt welke van de twee laatste kandidaten de titel Homo Universalis verdient. De winnaar wint één jaar gratis vakanties.

## Verloop
Elke aflevering start met een intro waarin het concept kort wordt toegelicht. Vervolgens ziet men de overgebleven kandidaten in een kring staan en hoort men Walter Grootaers de opdracht van die aflevering uitleggen. Nadat de opdracht is meegedeeld zijn er enkele korte interviews met sommige kandidaten. Als de opdracht gespeeld is, is de verliezer bekend. Om af te sluiten staat de verliezer van de opdracht in het midden van de cirkel met het nummer waarop hij of zij afviel (gaande van 100 tot 1). De verliezer krijgt de typische afscheidswoorden "tot nooit meer" en verlaat het spel. Soms worden er bekende Vlamingen uitgenodigd om de opdracht te leiden of bij te wonen.

## Geschiedenis

### Seizoen 1
In 2018 speelde het eerste seizoen, de eerste aflevering was 23 januari. De laatste aflevering werd op 13 juni 2018 vertoond. De winnaar van het seizoen is Guy Sterckx (47) uit Geluwe. Het eerste seizoen werd opgenomen in Evenementenhal Parkloods Noord Antwerpen.

### Seizoen 2
Het tweede seizoen speelde van 8 februari tot 28 juni 2019. De winnaar van het tweede seizoen is Selattin Defevere (18) uit Aartrijke. Hij was de jongste deelnemer van het seizoen, zijn 18de verjaardag vierde hij op de eerste opnamedag. In 2019 ging Thomas Cook Group failliet en verloor Selattin Defevere een deel van zijn prijs (jaar gratis reizen geschonken door Neckermann Reizen, toen deel van Thomas Cook).

### Seizoen 3
In 2020 wordt het derde seizoen uitgezonden. Het tweede en derde seizoen werden opgenomen in de oude Electrabelsite te Schelle, Antwerpen. Voor het derde seizoen werd er ook op andere plaatsen gefilmd, o.a. op de ijsbaan te Leuven. Voor de voice-over voor een deel van de afleveringen van dit seizoen deed men een beroep op Daan Stuyven in plaats van Walter Grootaers. Door de coronapandemie werd het derde seizoen een tijd uitgesteld tot het najaar. In de finale won Preben (34) uit Gent een jaar gratis reizen geschonken door Sunweb.

### Seizoen 4
Het vierde seizoen ging van start op 6 september 2021 en werd net als de twee voorgaande seizoenen eveneens opgenomen in de oude Electrabelsite te Schelle. Wout Vanroose (27) uit Kessel-Lo won de finale.

### Seizoen 5
Het vijfde seizoen ging van start op 27 augustus 2022 en is vanaf 2022 een apart en wekelijks programma en geen rubriek meer. Het liep 10 weken en per aflevering vielen er in totaal 10 kandidaten af. Jordi Joos (26) uit Ekeren won de finale.

### Seizoen 6
Het zesde seizoen ging van start op 30 maart 2024, opnieuw als wekelijks programma. Linde Merckpoel moedigt de kandidaten vanaf de zijlijn aan als soort presentatrice. Tussen de kandidaten zijn de tweelingbroer van de winnaar van seizoen 5, moeder, zoon en dochter en de oudste kandidaat tot dan toe, 92-jarige Diana te zien. Nieuw dit seizoen is er elke aflevering een opdracht waaraan de kandidaten de hele aflevering lang aan mogen werken. Deze opdracht wordt gegeven door een bekende Vlaming (Gloria Monserez, Niels Destadsbader …). De finale werd gewonnen door William Van den Buys (DJ Double-U). 